# Alain Sylvestre
Alain Sylvestre, soprannominato "The Crusader" (Ottawa, 15 dicembre 1979), è un thaiboxer e kickboxer canadese.

## Biografia
Nato nel Québec, si allena presso la Ronin MMA Archiviato il 30 agosto 2010 in Internet Archive. prima di trasferirsi in Thailandia.
Nel 2007 partecipa al reality show The Contender Asia, dove viene sconfitto e, conseguentemente, eliminato da Soren Monkongtong.
È stato due volte Campione canadese di muay thai, prima dei pesi super medi e, successivamente, dei pesi medi.

## Palmarès
- Campione Thailandese P-K1
- Campione della Thailandia del Sud P-K1
- Campione Canadese Pesi Supermedi
- Campione Canadese Pesi Medi